# Згорнє Горче
Згорнє Горче (словен. Zgornje Gorče) — поселення в общині Брасловче, Савинський регіон, Словенія. 
Висота над рівнем моря: 306,8 м.